# Свирид Опанасович
Свирид Опанасович — літературний персонаж та псевдонім (літературна маска), під якою, за чутками, публікує свої дописи український журналіст, дипломат, блогер та письменник Іван Довганич.
Як персонаж з'явився у п'єсі Леся Подерв'янського «Казка про рєпку, або Хулі не ясно?».
З 21 червня 2014 року в соціальних мережах та ЗМІ України почали з'являтися публікації анонімного «сільського аналітика» під іменем Свирида Опанасовича (або ж «Діда Свирида»). Згодом інтернет-проєкт «Рєпка» визначив їхнього автора як одного із своїх засновників та головного редактора проекту. Проте справжнє ім'я журналіста та блогера, який обрав це ім'я, довгий час залишалося невідомим.
Наприкінці 2015 року був виданий перший том книжки «Історії України від Діда Свирида» — гумористичного викладу української історії від появи перших людей до 1038 року. В травні 2017 року побачила світ Книга друга — Від середини ХІ століття до кінця XIV століття. Третя книга «Історії України від діда Свирида» охоплює період від Кревської унії 1385 року до Берестейської унії 1596 року, вийшла з друку 15 грудня 2020 року.